# Emilio Recoba
Emilio Recoba (3 de novembro de 1904 - 12 de novembro de 1992) foi um futebolista uruguaio. Foi campeão mundial pela Seleção Uruguaia na Copa do Mundo de 1930
Zagueiro central que começou no extinto Charley e que logo foi para o Nacional, pelo qual atuou de 1925 e 1932, defendendo a camiseta dos tricolores 146 vezes.
Na Copa do Mundo de 1930, foi suplente de ninguém menos que El Mariscal, José Nazassi. Ainda foi campeão Sul-Americano em 1926 (atual Copa América), no certame disputado em Santiago.